# 1960년 하계 올림픽 루마니아 선수단
루마니아는 1960년 8월 25일부터 9월 11일까지 이탈리아 로마에서 열린 제17회 하계 올림픽에 참가했다.

## 메달 집계

### 종목별 메달 수
| 종목 | 1 | 2 | 3 | 합계 |

## 육상

### 남자
트랙 / 도로 경기
| 선수 | 세부 종목 | 1차 예선 | 1차 예선 | 2차 예선 | 2차 예선 | 준결선 | 준결선 | 결선 | 결선      |
| 선수 | 세부 종목 | 기록     | 순위     | 기록     | 순위     | 기록   | 순위   | 기록 | 최종 순위 |